# Seth Morris
Seth Morris est un scénariste, acteur et producteur de télévision américaine né le 21 mai 1970 dans le comté de Marin en Californie.

## Filmographie

### Acteur

#### Cinéma
- 2004 : Blackballed: The Bobby Dukes Story de Brant Sersen : Crosby Peters
- 2008 : Frangins malgré eux de Adam McKay : le médecin
- 2009 : Miss Mars de Zach Cregger et Trevor Moore : le boss
- 2009 : I Love You, Man de John Hamburg : le compagnon de Barry
- 2010 : Yogi l'ours de Eric Brevig : voix additionnelles
- 2011 : Sex Friends de Ivan Reitman : l'homme avec le chien
- 2011 : Bienvenue à Cedar Rapids de Miguel Arteta : Oncle Ken
- 2011 : High Road de Matt Walsh : Dirty Carl
- 2012 : The Dictator de Larry Charles : le mari de la femme enceinte
- 2012 : Moi, député de Jay Roach : le mari qui se confesse
- 2014 : All Stars de Ben Gregor : Joel Levitan
- 2014 : A Better You de Matt Walsh : le masseur
- 2015 : Hell and Back de Tom Gianas : l'athée qui a perdu son âme
- 2016 : Get a Job de Dylan Kidd : Lon Zimmet
- 2017 : Bad Match de David Chirchirillo : Ronald Dale

#### Télévision
- 1995 : Naked Babies
- 2003-2005 : Late Night with Conan O'Brien : plusieurs personnages (3 épisodes)
- 2007 : Cavemen : Sapiens (1 épisode)
- 2007-2009 : Larry et son nombril : Dr Shaffer (2 épisodes)
- 2008-2014 : UCB Comedy Originals : Seth et Sebastian Wydell (16 épisodes)
- 2008-2015 : Childrens Hospital : Dr Nate Schachter, Tug Spano et le boucher (9 épisodes)
- 2009 : How I Met Your Mother : le directeur (1 épisode)
- 2009 : Reno 911, n'appelez pas ! : Jésus (1 épisode)
- 2010 : Big Lake : Tre O'Neill (1 épisode)
- 2010 : Philadelphia : Ted Sally (1 épisode)
- 2010-2011 : Funny or Die Presents… : Lieutenant Ducca (4 épisodes)
- 2010-2011 : The Back Room : Bob Ducca et Ozzie Patinkin (6 épisodes)
- 2010-2014 : The League : Bill Haddock (6 épisodes)
- 2011 : United States of Tara : Michelle (1 épisode)
- 2011 : Traffic Light : Big Dad (1 épisode)
- 2011-2013 : First Dates with Toby Harris : Toby Harris (14 épisodes)
- 2011-2013 : Happy Endings : Scotty (6 épisodes)
- 2012-2013 : Go On : Danny (19 épisodes)
- 2013-2015 : Kroll Show : Bob Ducca, Todd et autres personnages (9 épisodes)
- 2014 : Broad City : John (1 épisode)
- 2014 : The Neighbors : Oscar Walton (1 épisode)
- 2014 : The Hotwives of Orlando : T.J. (7 épisodes)
- 2014 : Key and Peele : un membre du public (1 épisode)
- 2014-2015 : Brooklyn Nine-Nine : Mike Patterson (2 épisodes)
- 2014-2015 : Parks and Recreation : Mike Patterson (2 épisodes)
- 2015 : Bad Judge : Ethan (1 épisode)
- 2015 : Workaholics : Landon (1 épisode)
- 2015 : Bob's Burgers : le boulanger (1 épisode)
- 2016 : Bajillion Dollar Propertie$ : Shoshua (1 épisode)
- 2016 : Welcome Back : Fred
- 2016 : Modern Family : James (1 épisode)
- 2016 : Lady Dynamite : le directeur (1 épisode)
- 2016 : Wander : Neckbeard (2 épisodes)
- 2016-2018 : The Good Place : Wallace (4 épisodes)
- 2016-2018 : Love : Evan (8 épisodes)
- 2016-2019 : Veep : Bill Jaeger (6 épisodes)
- 2017 : Pillow Talk : le papa
- 2017 : Pharmacy Road : Mick Porterhouse
- 2017 : Ghosted : Keith (1 épisode)
- 2017-2023 : Big Mouth : Greg Glaser et Ninth Glaser (28 épisodes)
- 2018 : For the People : Michael Gallagher (1 épisode)
- 2018 : Alone Together : James (1 épisode)
- 2019 : Superstore : ICE Agent Robson (1 épisode)
- 2019 : Mr. Mom : Stan (2 épisodes)
- 2020 - 2022 : Close Enough : Anders (voix - 5 épisodes)
- 2021 : The Big Leap : Kevin Perkins (5 épisodes)
- 2022 : I Love That for You : Carl (saison 1, épisode 4)
- 2022 : Star Trek: Lower Decks : Illustor (saison 3, épisode 8)
- 2023 : Party Down : Ted Fine (saison 3, épisode 5)
- 2024 : Chicago Med : Paul Moore (saison 9, épisode 3)

### Producteur
- 2010 : Fabrice Fabrice Interviews (1 épisode)
- 2011 : Funny or Die Presents… (3 épisodes)
- 2016-2019 : Bajillion Dollar Propertie$ (25 épisodes)
- 2017 : Do You Want to See a Dead Body? (15 épisodes)
- 2018 : Big Mouth (2 épisodes)

### Scénariste
- 1995 : Naked Babies
- 2004 : Crossballs: The Debate Show (15 épisodes)
- 2008 : UCB Comedy Originals (2 épisodes)
- 2011 : Funny or Die Presents… (3 épisodes)
- 2011 : Childrens Hospital (1 épisode)
- 2012 : Loiter Squad (7 épisodes)
- 2013-2015 : Kroll Show (13 épisodes)
- 2014-2015 : The Eric Andre Show (10 épisodes)
- 2016 : The UCB Show (1 épisode)
- 2017 : Do You Want to See a Dead Body? (4 épisodes)
- 2017-2019 : Bajillion Dollar Propertie$ (3 épisodes)